# Alloneuron
Alloneuron, biljni rod iz porodice melastomovki smješten u tribus Cyphostyleae. Raširen je po Južnoj Americi, Kolumbija i Peru. Postoji šest priznatih vrsta; šesta, Alloneuron trinervium, je otkrivena 2022. godine u Kolumbiji u departmanu Antioquia.
Rod je opisan 1905.

## Vrste
1. Alloneuron glomeratum C.Ulloa & Michelang.
2. Alloneuron liron B.Walln.
3. Alloneuron majus (Markgr.) Markgr. ex J.F.Macbr.
4. Alloneuron ronliesneri B.Walln.
5. Alloneuron trinervium J.S.Murillo, Michelang. & H.David
6. Alloneuron ulei Pilg.

## Sinonimi
- Meiandra Markgr.